# MiSaMo
MiSaMo (яп. ミサモ; ром. Misamo) — первый юнит южнокорейской гёрл-группы Twice, сформированный JYP Entertainment. Группа состоит из японских участниц Twice - Момо, Саны и Мины. Они дебютировали 26 июля 2023 года с мини-альбомом Masterpiece.

## Название
Название подразделения, MiSaMo, является комбинацией имён Мины, Саны и Момо. До формирования юнита участницы часто использовали термин «MiSaMo» для обозначения самих себя.

## Карьера

### Пре-дебют
В 2012 году Сана и Момо должны были дебютировать в женской группе из четырех человек в Японии; однако JYP приостановили этот план из-за ухудшения корейско-японских отношений. В 2015 году участницы приняли участие в шоу на выживание Sixteen, чтобы определить состав Twice.

### 2023-н.в: Дебют
В феврале 2023 года JYP объявили, что MiSaMo дебютируют с мини-альбомом из семи треков, включая «Bouquet», первоначально выпущенный для телесериала TV Asahi «Связь: детская кардиологическая клиника», 26 июля. 15 июня в преддверии выхода альбома, были выпущены песня и видеоклип на «Marshmallow». Группа провела свой дебютный концерт под названием «MiSaMo Japan Showcase 2023», который длился пять дней в Осаке и Иокогаме, начиная с 22 июля. Пять концертов состоялись в течение пяти дней. было продано 40 000 билетов из более чем 600 000 заявок на билеты. В декабре группа приняла участие в 74-м концерте NHK Kōhaku Uta Gassen, где они исполнили «Do Not Touch». MiSaMo выпустят свой второй мини-альбом Haute Couture 6 ноября 2024 года, а 2 ноября отправятся в тур по Японии в поддержку мини-альбома.

## Участницы
| Сценический псевдоним | Сценический псевдоним | Настоящее имя    | Настоящее имя | Дата рождения | Позиция  |
| Основной              | Другой                | На русском       | Японский      | Дата рождения | Позиция  |
| --------------------- | --------------------- | ---------------- | ------------- | ------------- | -------- |
| Момо                  | Momo                  | Хираи Момо       | 平井 もも     | 09.11.1996    |          |
| Сана                  | Sana                  | Минатодзаки Сана | 湊崎 紗夏     | 29.12.1996    |          |
| Мина                  | Mina                  | Мёи Мина         | 名井 南       | 24.03.1997    | Сайненшо |

## Дискография

### Японский

#### Мини-альбомы
- Masterpiece (2023)
- Haute Couture (2024)

## Концерты и туры
- MiSaMo Japan Showcase 2023 (2023)